# Ice (DC Comics)
Ice (Tora Olafsdotter) is een superheldin uit de strips van DC Comics. Ze werd bedacht door Keith Giffen, J. M. DeMatteis en Kevin Maguire, en maakte haar debuut in Justice League International #12 (April 1988).

## Biografie
Tora Olafsdotter was de prinses van een geïsoleerde Noorse stam van magiërs. Ze had de natuurlijke gave om ijs te manipuleren. Ze sloot zich aan bij de Global Guardians als vertegenwoordiger van Noorwegen. Ze bleef lid van dit team tot de Global Guardians werden opgeheven door de herformatie van de Justice League. Haar vriendin Green Flame (later bekend als Fire) haalde haar over bij de Justice League te gaan. Daar werd ze meteen geaccepteerd omdat verschillende oud-leden waren opgestapt.
Bij de Justice League was Ice vaak de tegenpool van haar teamgenoten. Ze was minder impulsief dan haar meeste collega’s. Ze vormde bij de league een sterk duo met Fire.
Jarenlang diende Ice bij de Justice League (aanvankelijk wilden schrijvers haar na 1 jaar ombrengen, maar ze bleek dermate populair bij het publiek dat ze in de serie werd gehouden). Ze had geregeld afspraakjes met Guy Gardner, en bekende zelfs verliefd te zijn op superman (die haar liefde niet beantwoordde).
Uiteindelijk werd Ice gedood door de schurk Overmaster, terwijl ze onder zijn mentale invloed stond. Na haar dood bleef ze cameo’s maken in de strips, vooral als Fire in de buurt was. Het is niet bekend of ze in deze cameo’s Ice als geest verscheen, of dat ze slechts een product van Fires fantasie was.
Ice werd samen met vele andere JLA-leden weer tot leven gebracht door Felix Faust, maar offerde zichzelf al snel weer op om het team te reden van Fausts duistere magie.
In Birds of Prey ontdekte Barbara Gordons team bij een missie in Azerbeidzjan de bewusteloze Ice in een Rocket Red exopak. Na een gevecht met de Secret Six, die ook achter het exopak aanzaten, verliet Ice het land samen met de Birds of Prey.

## Krachten en vaardigheden
Ice beschikt over ijsmagie. Ze kan ijs en sneeuw maken uit het niets, en dit ijs elke vorm aan laten nemen. Vlak voor haar dood kreeg ze een tijdelijke powerup waarin ze meer ijs kon maken en ook bovenmenselijk sterk werd.
Na haar terugkeer in Birds of Prey leken Ice' krachten enorm destructief te zijn geworden. Ze kon nu ook sneeuwstormen oproepen.

## In andere media
- Ice is een personage in de televisiefilm Justice League of America, waarin ze wordt gespeeld door Kimberly Oja. In deze film is ze een meteorologe die door een ongeluk met een weermachine haar krachten krijgt.
- Ice en Fire komen beiden voor in de serie Justice League Unlimited, maar alleen Fire heeft ook dialoog in de serie.
- In de stripserie Amalgam Comics wordt Ice gecombineerd met Marvel Comics' personage Iceman tot Iceberg.